# 塚田真希
塚田 真希（つかだ まき、1982年1月5日 - ）は、茨城県下妻市出身の女性柔道家。土浦日大高校を経て東海大学卒業。綜合警備保障教育・訓練部所属。2004年アテネオリンピック柔道女子78kg超級金メダリスト。身長170cm。体重は125kg。血液型はA型。得意技は大外刈り。段位は四段。ニックネームはツマキ、つかちゃん。なお、63kg級でオリンピック2連覇を達成した谷本歩実からはマキティと呼ばれている。

## 経歴

### アテネオリンピックまで
絵を描くことが好きだったこともあり、下妻中学に入学すると初めは美術部に入部するつもりだったものの、先輩に柔道部に誘われたことがきっかけで柔道を始めることになった。しかし、中学時代は県予選の3位になった程度であった。
土浦日大高校に入学すると寮生活を送りながら本格的な稽古に取り組むことになったが、1年の時には厳しい上下関係や、上級生に「あんたみたいな弱い相手とは練習してあげない」などと暴言を浴びせられたことで精神的に参ってしまい、実家に3週間ほど逃げ帰っていたことがあったものの、気持ちを持ち直して再び稽古に取り組むと、全国高校選手権78kg超級では1年の時に3位、2年の時にはオール一本勝ちで優勝するまでになった。さらに、国体少年女子の部では茨城県を2年連続優勝に導いた。また、3年の時にはフランスジュニア国際で優勝すると、金鷲旗の決勝では埼玉栄高校を3人抜きしてチームに初の優勝をもたらした。さらに、全日本ジュニアでも優勝を果たした。初めてのシニアの国際大会となった福岡国際では無差別に出場したものの5位に終わった。
2000年4月には東海大学に入学すると、フランスジュニア国際では2連覇を飾った。6月の学生優勝大会では早くもチームの優勝に貢献することとなった。さらに、9月の全日本ジュニアで2連覇を達成すると、10月の世界ジュニアでも優勝を飾った。学生体重別と11月の全国女子柔道体重別選手権大会では決勝で筑波大学の薪谷翠に敗れて2位にとどまった。12月の福岡国際では78kg超級で5位だったものの、無差別ではキューバのダイマ・ベルトランに注意で敗れたものの2位となった。この試合において女子代表監督の吉村和郎に、最初は「こら〜、いけ〜」と声をかけられていたが、そのうち、「こら〜、いかんかい、このデブ」となると、最後には「このくそデブ」と罵倒されて、試合後に大泣きした。
2001年2月のオーストリア国際でシニアの国際大会初優勝を飾った。4月の体重別と全日本女子選手権では大阪府警の山下まゆみに判定で敗れて3位だった。6月の学生優勝大会では3位だった。8月に北京で開催されたユニバーシアードでは決勝で地元中国の袁華に敗れて2位だったものの、10月の学生体重別では薪谷を破って初優勝を成し遂げた。12月の福岡国際では78kg超級の初戦で敗れると、無差別では5位にとどまった。
2002年4月の体重別では昨年に続いて山下に判定で敗れて3位だったものの、全日本女子選手権の決勝では前年のチャンピオンである薪谷に2－1の微妙な判定ながら勝利して初優勝を果たした。6月の学生体重別では昨年に続いて薪谷を破って2連覇を飾った。10月に釜山で開催されたアジア大会無差別では決勝で佟文に横四方固で敗れて2位に終わった。続く学生優勝大会では2位だった。12月の福岡国際では78kg超級で3位になると、無差別では中国の買雪英に注意で敗れて2位だった。
2003年2月のドイツ国際をオール一本勝ちで制すと、4月の体重別決勝でもコマツの徳田美由樹を大外刈で破って初優勝を果たした。続く全日本選手権では決勝で帝京大学の近藤悦子を袈裟固で破って2連覇を達成して世界選手権代表に選出された。さらに、6月の学生優勝大会でもチームに優勝をもたらした。9月に大阪で開催された世界選手権では準決勝でベルトランを合技で破るなどオール一本勝ちで勝ち進むが、決勝で中国の孫福明に背負投で敗れた。12月の福岡国際では78kg超級で3位だったものの、無差別ではオール一本勝ちして今大会初優勝を飾った。
2004年2月のフランス国際では3位だった。その後大学を卒業して綜合警備保障所属となった。4月の体重別と全日本選手権の決勝ではミキハウスの薪谷を効果と横四方固で立て続けに破って、2004年アテネオリンピック代表に選出された。8月のアテネオリンピックでは準決勝でロシアのテア・ドングサシビリを合技で破ると、決勝では最大の強敵と見なされていた孫福明を準決勝において谷落で破ったベルトランとの対戦となり、先に大外刈で技ありを取られたものの、寝技の展開から逆に後袈裟固で抑え込み、オール一本勝ちでオリンピック優勝を果たすことになった。これにより、日本の女子選手が世界大会の重量級を初めて制覇することにもなった。

### 北京オリンピックまで
12月の福岡国際では決勝で薪谷を崩上四方固で破るなど、今大会でもオール一本勝ちして昨年に続く優勝を飾った。
2005年2月のフランス国際をオール一本勝ちで制すると、4月の体重別と全日本選手権の決勝では昨年に続いて薪谷を指導1と有効で立て続けに破って世界選手権代表に選出された。9月にカイロで開催された世界選手権では準決勝で佟文に後袈裟固で敗れて3位にとどまった。団体戦の中国戦でも佟文に崩上四方固で敗れたが、チームは3位となった。
2006年2月のドイツ国際では3位だったものの、4月の体重別と全日本選手権の決勝では後輩である東海大学の立山真衣を指導1と体落で立て続けに破って優勝した。9月にパリで開催されたワールドカップ国別団体戦では準決勝のフランス戦で一本勝ちしたもののチームは敗れて3位にとどまった。12月にドーハで開催されたアジア大会には当初78kg超級に出場予定だったが、怪我のため出場を取り止めた。
2007年2月のフランス国際をオール一本勝ちで制して2年ぶり2度目の優勝を飾ると、4月の体重別決勝では薪谷を指導2、続く全日本選手権決勝では兵庫県警の堀江久美子を3－0の判定で破って世界選手権代表に選出された。9月にリオデジャネイロで開催された世界選手権では、78kg超級決勝で佟文に指導1で敗れたものの、無差別では決勝でスロベニアのルツィヤ・ポラウデルを指導2で破って世界選手権で初優勝を飾ることになった。これにより、警視庁の阿武教子に続いて女子では2人目の柔道3冠(オリンピック、世界選手権、全日本選手権)達成者となった。12月の嘉納杯では初戦で中国の徐麗輝に指導1で敗れるが、その後敗者復活戦を勝ち上がって3位となった。
2008年4月の体重別決勝では立山を指導2で破ると、続く全日本選手権決勝では薪谷を3－0の判定で破って大会7連覇を達成して、2008年北京オリンピック代表に選出された。今回の優勝により、1987年から1992年まで大会6連覇を達成した田辺陽子の記録を上回り歴代最多優勝記録を更新することになった。8月の北京オリンピックでは準決勝でポラウデルを横四方固で破るなどオール一本勝ちで勝ち進み、決勝でも宿敵である地元の佟文から先に小外刈で有効を取るなど優位に試合を進めながら、残り8秒で一本背負投の逆転負けを喫して優勝を逃すことになった。

### その後
2009年は4月の体重別決勝でコマツの杉本美香に合技で敗れて7連覇を逃すものの、続く全日本選手権決勝では会社の後輩である78kg級の中澤さえを大外刈で破って8連覇を果たして世界選手権代表に選出された。5月のグランドスラム・モスクワでも優勝を飾った。8月にロッテルダムで開催された世界選手権では準々決勝でまたもや佟文に後袈裟固で敗れるが、敗者復活戦を勝ち上がって3位になった。その後、2010年になって佟文のドーピングが発覚して2年間の出場停止処分が下されたことで、2012年ロンドンオリンピックまで選手生活を続けるモチベーションが一気に下がることになったと述べている(但し佟文はIJFの検査不備を理由にしたCASの裁定により、塚田が引退した翌年の2011年5月から国際舞台に復帰することになった)。続いて、11月の講道館杯では決勝で杉本を指導2で破り今大会初優勝を飾ると、12月のグランドスラム・東京でも決勝でロシアのエレナ・イワシェンコを大外刈で破って優勝を果たした。
2010年は1月に水原で開催されたランキング上位16選手によって争われるワールドマスターズに出場するものの、準々決勝で地元韓国の金ナ永に指導3で敗れて5位に終わった。4月の体重別決勝では1－2の微妙な判定ながら昨年に続いて杉本に敗れることになったが、続く全日本選手権決勝では杉本を大外刈で破り大会9連覇を達成し世界選手権代表に選出された。また、今回の優勝で男子の全日本選手権で1977年から1985年まで同じく9連覇を達成した東海大学の先輩である山下泰裕の記録に並ぶこととなった。7月のグランドスラム・モスクワ決勝では後輩である東海大学の田知本愛を指導3で破り今大会2連覇を飾った。9月に東京で開催された世界選手権では78kg超級準決勝で中国の秦茜に指導3で敗れて3位に終わると、当初出場予定だった無差別には出場しなかった。その後、強化選手の辞退届を全柔連に提出して受理されると、12月には引退会見を開いて、正式に現役引退を表明することになった。
2011年にはJOCのスポーツ指導者海外研修員としてイギリスに派遣されることになった。また、世界選手権では大会を放映したフジテレビで解説を務めた。2012年ロンドンオリンピックでもテレビの解説を務めた。
2013年4月からは全日本の女子特別コーチにも就任することになった。9月には2年間のイギリス研修を終えて帰国したが、その際に「英国では人生観が変わるほどの経験をした。いろんな見方ができるようになった自分に期待している」と語った。
2014年4月からは本格的な強化に乗り出した東京女子体育大学柔道部の監督に就任することになった。
2015年6月に名古屋で開催された東アジア柔道選手権大会では、女子代表チームの監督を務めた。若手主体のチームが今大会の個人戦及び団体戦で大活躍したことに、「若い世代が本当に伸び伸びとした試合を見せてくれた。わくわくする感触があった」とコメントした。
2016年4月からは東海大学女子柔道部の副監督に就任し、11月1日付で監督に就任。
2024年10月には女性として初となる全日本女子代表チームの監督に就任した。

## 柔道スタイル
組み手は右組みで大外刈、払腰、体落などを得意にしていた。背負投が使われることはそれほどなかった。また、寝技も得意であり、足技で崩してから抑込技によく持ち込んでいた。やや半身の構えから相手を引き付ける柔道スタイルで大柄な外国選手にも太刀打ちできる実力を築いていった。さらに、170cmで125kgの体格ながら、自分より二回り以上大きい中国の劉歓緑(195 cm、120 kg)やポーランドのウルシュラ・サドコワスカ(193 cm、150 kg)などの超大型選手の奥襟を強引に掴んで払腰や大外刈で投げ飛ばす豪快なパワーをも有していた。後期になると浮落のような一般にはあまり使われないような意外性を有する技も得意技に加えていった。

## エピソード
- 好物は唐揚げ、趣味はドライブ。愛車はフォルクスワーゲン[2]。
- 井上康生や吉田沙保里とともに所属会社のCMに出演していたことでも知られる[23]。
- ジャンクSPORTSにて、薪谷翠、中澤さえ、谷本歩実とともに“チームD”(Dはデブの略)を結成し、さらにTシャツまで作っていることを明かした[24]。

## 有力選手との対戦成績
| 国籍               | 選手名               | 内容    |
| ------------------ | -------------------- | ------- |
| 日本の旗           | 薪谷翠               | 12勝2敗 |
| 日本の旗           | 杉本美香             | 11勝2敗 |
| 日本の旗           | 田知本愛             | 5勝     |
| 中華人民共和国の旗 | 佟文                 | 6敗     |
| 中華人民共和国の旗 | 孫福明               | 2敗     |
| 中華人民共和国の旗 | 袁華                 | 1敗     |
| キューバの旗       | ダイマ・ベルトラン   | 3勝2敗  |
| スロベニアの旗     | ルツィヤ・ポラウデル | 4勝1敗  |
| ロシアの旗         | エレナ・イワシェンコ | 3勝     |

(参考資料：ベースボールマガジン社発行の近代柔道バックナンバー、JudoInside.com等)。

## 戦績
(無差別以外は全て78kg超級での成績)
- 1998年 -　全国高校選手権　3位
- 1998年 -　国体　少年女子の部　優勝
- 1999年 -　全国高校選手権　優勝
- 1999年 -　フランスジュニア国際　優勝
- 1999年 -　金鷲旗　優勝
- 1999年 -　インターハイ 団体戦　5位
- 1999年 -　全日本ジュニア　優勝
- 1999年 -　国体　少年女子の部　優勝
- 1999年 -　福岡国際　無差別　5位
- 2000年 -　ハンガリー国際　5位
- 2000年 -　フランスジュニア国際　優勝
- 2000年 -　学生優勝大会　優勝
- 2000年 -　全日本ジュニア　優勝
- 2000年 -　世界ジュニア　優勝
- 2000年 -　学生体重別　2位
- 2000年 -　全国女子柔道体重別選手権大会　2位
- 2000年 -　福岡国際　無差別　2位
- 2001年 -　オーストリア国際　優勝
- 2001年 -　選抜体重別　3位
- 2001年 -　全日本女子選手権　3位
- 2001年 -　学生優勝大会　3位
- 2001年 -　ユニバーシアード　2位
- 2001年 -　学生体重別　優勝
- 2001年 -　全国女子柔道体重別選手権大会　3位
- 2001年 -　福岡国際　無差別　5位
- 2002年 -　ハンガリー国際　3位
- 2002年 -　選抜体重別　3位
- 2002年-2010年 - 全日本女子選手権(無差別) 9連覇
- 2002年 -　学生体重別　優勝
- 2002年 -　学生優勝大会　2位
- 2002年 -　アジア大会　無差別　2位
- 2002年 -　学生優勝大会　2位
- 2002年 -　 福岡国際　78kg超級　3位　無差別　2位
- 2003年 -　フランス国際　3位
- 2003年 -　ドイツ国際　優勝
- 2003年-2008年 - 選抜体重別 6連覇
- 2003年 -　学生優勝大会　優勝
- 2003年 -　世界選手権　2位
- 2003年 -　 福岡国際　78kg級超級　3位　無差別　優勝
- 2004年 -　フランス国際　3位
- 2004年 -　 アテネオリンピック 優勝
- 2004年 -　 福岡国際　優勝
- 2005年 -　フランス国際　優勝
- 2005年 -　世界選手権　2位
- 2006年 -　ドイツ国際　3位
- 2006年 -　ワールドカップ国別団体戦　3位
- 2007年 -　フランス国際　優勝
- 2007年 -　世界選手権　2位
- 2007年 -　世界選手権　無差別　優勝
- 2007年 -　嘉納杯　3位
- 2008年 -　北京オリンピック　2位
- 2009年 -　選抜体重別　2位
- 2009年 -　グランドスラム・モスクワ　優勝
- 2009年 -　世界選手権　3位
- 2009年 -　講道館杯　優勝
- 2009年 -　グランドスラム・東京　優勝
- 2010年 -　ワールドマスターズ　5位
- 2010年 -　選抜体重別　2位
- 2010年 -　グランドスラム・モスクワ　優勝
- 2010年 -　世界選手権　3位

(出典、JudoInside.com)。